# 靜止X樂團
靜止X樂團(Static-X)是一組來自美國加州洛杉磯的4人工業金屬搖滾樂團，1994年由創作核心主唱兼吉他手Wayne Static為首，結合鼓手Ken Jay、貝斯手Tony Campos、以及有日本血統的吉他手Koichi Fukuda成立樂團，並與華納兄弟唱片簽約，展開樂團演藝生涯，從出道至今共發行六張錄音室專輯，中間也一度更換過團員，2001年Koichi Fukuda因為家庭私事而暫時離團，改由同為工業金屬團Dope吉他手Tripp Eisen，直到2005年歸隊，2003年Ken離團到同為工業金屬團的Goshead中而換上新鼓手Nick Oshiro，2010年貝斯手Tony Campos離開樂團。
2011年樂團組員大更換，吉他手Koichi Fukuda和鼓手Nick Oshiro離團，加入了吉他手Ashes、鼓手Sean Davidson和貝斯手Andy Cole，但樂團還是於2013年正式解散。
2014年11月1日，主唱Wayne Static宣告過世，享年48歲，根據他在世時的同事說Wayne Static逝世的原因是因為吸毒過量。

## 音樂風格
樂團的曲風元素是將黑暗深沉的哥德式調性和金屬搖滾結合一體，加上強力的電流潤飾，解構出來的工業金屬風格，雖然90年代中期突然殺出程咬金般的新金屬樂派異軍突起，然而樂團無畏懼這新樂派的重重壓迫，即使他們的曲風支派不能稱為主流，但是他們的音樂創出漂亮的成績來能證明他們不跟新金屬同為一類，在工業搖滾音樂中為一支獨秀。

## 音樂作品
- Wisconsin Death Trip(1999年)
- Machine (2001年)
- Shadow Zone(2003年)
- Beneath...Between...Beyond...(2004年)
- Start A War(2005年)
- Cannibal (2007年)
- Cannibal Killers Live(2008年)
- Cult of Static(2009年)